# Фонтана Конти I (Фрозиноне)
Фонтана Конти I је насеље у Италији у округу Фрозиноне, региону Лацио.
Према процени из 2011. у насељу је живело 15 становника. Насеље се налази на надморској висини од 145 м.